# Polidectes (Esparta)
Polidectes (en griego: Πολυδέκτης, Polydéktes) fue un rey de Esparta, miembro de la dinastía Euripóntida. 
Reinó desde c. 830 hasta c. 800 a. C. y fue sucedido por Eunomo. 
Según Pausanias, era hijo de Eunomo y durante su mandato en Esparta reinó la paz. Para Heródoto, sin embargo, era hijo de Pritanis y padre de Eunomo.